# Aldershot (Australia)
Aldershot – miasto w Australii, w stanie Queensland.